# Ville-sur-Ancre
Ville-sur-Ancre település Franciaországban, Somme megyében. Lakosainak száma 274 fő (2022. január 1.). Ville-sur-Ancre Buire-sur-l’Ancre, Dernancourt, Méaulte, Morlancourt, Sailly-Laurette, Sailly-le-Sec és Treux községekkel határos.

## Népesség
A település népessége az elmúlt években az alábbi módon változott:
| Lakosok száma | 270  | 268  | 273  | 271  | 274  | 266  | 261  | 268  | 274  |
|               | 2013 | 2015 | 2016 | 2017 | 2018 | 2019 | 2020 | 2021 | 2022 |